# 혜숙
혜숙(惠宿, ?~?)은 신라의 승려이다. 신라 진평왕 때 있었으며, 대중불교화운동의 주역들 중 하나이다. 화랑들과 어울려 지내다가 문득 적선촌(赤善村)에 숨어 20여 년을 살았다.